# Mouvement national de la révolution
Le Mouvement national de la révolution (MNR), fondé en juillet 1964 par le président Alphonse Massamba-Débat, est un organe politique mis en place en république du Congo à la suite de l’insurrection des 13, 14 et 15 août 1963, qui a conduit à la chute du président Fulbert Youlou. Le MNR prend forme dans un contexte de consolidation du pouvoir révolutionnaire, marqué par une mobilisation populaire décisive le 8 février 1964. Il est remplacé en décembre 1969 par le Parti congolais du travail, fondé par Marien Ngouabi.

## Historique

### Contexte
Le Mouvement national de la révolution (MNR) émerge dans le sillage des événements des 13, 14 et 15 août 1963, marqués par la chute du président Youlou et l’accession au pouvoir d’Alphonse Massamba-Débat. Cette insurrection populaire est connue sous le nom de « Trois Glorieuses », en référence aux Trois Glorieuses de la révolution française de 1830.
Le 8 février 1964, des jeunes issus des quartiers Poto-Poto, Moungali, Ouenzé et Bacongo se mobilisent pour défendre le régime d’Alphonse Massamba-Débat face à une tentative de reconquête du pouvoir par les partisans de Fulbert Youlou. Armés de gourdins et de barres de fer, ils dispersent les manifestants qui tentaient de se rendre au palais présidentiel. Ce soulèvement spontané est célébré par le régime comme une prise de conscience de la jeunesse congolaise et comme un acte fondateur de la révolution.

### Parti unique
Lors d'un congrès tenu du 29 juin au 6 juillet 1964, le président Massamba-Débat officialise la fondation d’un parti unique, le Mouvement national de la révolution (MNR),,. Les jeunes ayant participé à la répression de la marche des partisans de Youlou sont regroupés au sein d’une section officielle de jeunesse, la Jeunesse du Mouvement national de la révolution (JMNR), placée sous la tutelle du ministère de l’Information, de la Jeunesse et des Sports. À ce titre, la JMNR est dirigée par André Hombessa, ministre en charge de ce département et également Haut-commissaire à la Jeunesse,.

### Idéologie et gouvernance
Le Mouvement national de la révolution (MNR) reposait sur le socialisme scientifique comme base idéologique,. Le parti crée le journal Etumba (« Combat » en lingala) en février 1965, destiné à servir d'outil de propagande et de diffusion de sa ligne politique,,.
Le MNR est structuré autour de deux instances centrales : le comité central, chargé de définir les orientations politiques, et le bureau politique, avec dix membres, responsable de leur mise en œuvre. Ce dernier validait également les nominations ministérielles proposées par le président de la République.
Le président Massamba-Débat, à l'initiative de la création du parti, en est le secrétaire général et Ambroise Noumazalaye occupe la fonction de premier secrétaire politique du parti,,.

## La Jeunesse du Mouvement national de la révolution (JMNR)

### Fonction et composition sociale
Considérés comme la « conscience de la nation » et le « creuset de la révolution », ces jeunes se voient confier des missions de surveillance, de contrôle et d’intervention dans les affaires sociales et domestiques. Ils agissent comme des vigiles de la révolution avec des prérogatives de police. La majorité d’entre eux est issue du Lumpenprolétariat, sans formation ni instruction. Leur fonction leur assurait une source de revenus, tout en leur conférant une forme de reconnaissance sociale.

### Cadre d’action
Les actions de la JMNR se déroulent en dehors de tout cadre légal ou judiciaire. Aucune structure officielle comparable au Comité de salut public de la Révolution française ou à une Commission extraordinaire de l'État de la Révolution russe n’est mise en place pour encadrer ou légitimer leur action. Les arrestations se font sans procédure : les personnes sont arrêtées à n'importe quel instant, puis souvent portées disparues. Les interpellés sont emmenés dans les sections locales de la JMNR, où ils subissent violences et tortures. Leur sort dépend entièrement des membres de la JMNR, ce qui occasionne des règlements de compte personnels.
La JMNR s’est progressivement imposée dans la vie quotidienne des habitants , jusqu’à s’immiscer dans leur intimité. Les miliciens intervenaient lors de disputes conjugales, surveillaient les programmes radio écoutés, et pouvaient même être sollicités par des parents pour discipliner leurs enfants.

### Crise des réfugiés congolais de 1964
En août 1964, dans un contexte de tensions diplomatiques, Moïse Tshombé, alors Premier ministre de la république démocratique du Congo expulse plus de 22 000 ressortissants africains, dont près de 20 000 congolais de Léopoldville (aujourd'hui Kinshasa). Les sections de la JMNR de Bacongo interviennent alors activement pour accueillir les réfugiés débarquant au port fluvial de Brazzaville (Beach), les conduisant vers des centres d’hébergement improvisés dans des écoles, stades et lieux publics du quartier. Appuyés par les habitants pour la distribution de repas, les militants surpassent les capacités de l’État, dépassé par l’ampleur de la crise. Leur engagement humanitaire, aux côtés d’acteurs comme la Croix-Rouge ou les scouts, renforce leur rôle politique.

### Assassinats
Entre 1964 et 1968, le régime révolutionnaire sombre dans une violence politique marquée par des pratiques d’élimination ciblée. Des opposants, parfois hauts fonctionnaires, sont arbitrairement arrêtés, séquestrés,  torturés ou portés disparus. Le cas emblématique de l’assassinat de Joseph Pouabou, président de la Cour suprême, du procureur général, Lazare Matsocota et du directeur de l’Agence congolaise d’information, Anselme Massouémé dans la nuit du 14 au 15 février 1965, illustre cette dérive autoritaire. La prison de Makala, dans le quartier de Mantsimou, devient un lieu symbolique de répression. Bien que le nombre exact de victimes demeure inconnu, Jacques Okoko, magistrat, avance le chiffre de 52 hauts responsables tués. Ce climat de terreur contribue à discréditer le régime, renversé le 1er août 1968 par une alliance entre militaires et anciens membres de la JMNR cherchant à restaurer leur légitimité.
Joseph Pouabou, Lazare Matsocota et Anselme Massouémé, considérés comme des martyrs de la République à la suite des événements de février 1965, ont vu leurs noms attribués, en hommage, à une avenue et une école à Brazzaville, aujourd’hui connues sous le nom des « Trois Martyrs »,. 

## Dissolution
Le MNR vise à encadrer l’ensemble de la société pour en assurer la transformation politique et sociale. Cependant, des tensions idéologiques traversaient le parti, opposant les partisans d’un socialisme scientifique aux promoteurs d’un socialisme dit bantou plébiscité par Massamba-Débat. Ces divergences, nourries notamment par des rivalités intellectuelles, ont fragilisé l’unité du MNR et ouvert la voie à des luttes de pouvoir internes. C’est dans ce contexte que se distingue le capitaine Marien Ngouabi, critique affiché de la ligne politique d’Alphonse Massamba-Débat. Écarté puis rétrogradé en 1965 pour insubordination, il bénéficie du soutien populaire et est rapidement réhabilité. La crise s’intensifie jusqu’à la création, le 5 août 1968, d’un nouveau Conseil national de la révolution (CNR), dirigé par Ngouabi, reléguant Massamba-Débat à un rôle secondaire avant sa démission. Le CNR devient dès lors l’organe suprême de l’État, faisant de Marien Ngouabi le nouveau président de la République,.
Marien Ngouabi, arrivé au pouvoir après le coup d’État d’août 1968, met un terme à l’expérience du MNR et à la nature indépendante de sa jeunesse militante, la JMNR. Lors d'un congrès organisé sur deux jours, du 29 décembre au 31 décembre 1969, il fonde le Parti congolais du travail (PCT), un parti unique en remplacement du MNR, chargé d’absorber les structures du régime précédent. Dans ce cadre, la JMNR est dissoute et remplacée par l’Union de la jeunesse socialiste du Congo (UJSC),.